# 趙嵩
趙嵩 （？年—191年），字伯高，漢中郡南鄭（今陝西省漢中市）人，曾任主簿。有妻張禮脩。

## 生平
初平二年（西元191年），張魯等人攻下漢中，蘇固為張脩所殺。趙嵩杖劍殺入張脩營寨殺死十多人幾乎抓住張脩，後戰死。